# Platypalpus vittatus
Platypalpus vittatus är en tvåvingeart som beskrevs av Axel Leonard Melander 1927. Platypalpus vittatus ingår i släktet Platypalpus och familjen puckeldansflugor.
Artens utbredningsområde är Alberta. Inga underarter finns listade i Catalogue of Life.